# Gunung Uning
Gunung Uning är ett berg i Indonesien.   Det ligger i provinsen Aceh, i den västra delen av landet, 1 500 km nordväst om huvudstaden Jakarta. Toppen på Gunung Uning är 934 meter över havet, eller 420 meter över den omgivande terrängen. Bredden vid basen är 3,6 km.
Terrängen runt Gunung Uning är huvudsakligen kuperad, men åt nordväst är den bergig. Runt Gunung Uning är det ganska tätbefolkat, med 160 invånare per kvadratkilometer. I omgivningarna runt Gunung Uning växer i huvudsak städsegrön lövskog.